# Стрекоза шафрановая
Стрекоза шафрановая (лат. Sympetrum croceolum ) — вид стрекоз семейства настоящих стрекоз.

## Систематика
Вид сочетает в себе такие архаичные для рода Sympetrum признаки (окрашенные крылья и относительно крупные размеры). Одни авторы на основании этих признаков сближают его с дальневосточным видом Sympetrum uniforme, другие — на основании сходства в строении анальных придатков объединяют его в небольшую внутриродовую группу с несколькими американскими видами рода. Помимо этого существует точка зрения, по которой данный вид по совокупности своих отличительных признаков не может быть объединен с другим видами рода и занимает в нем обособленное положение.

## Описание
Длина заднего крыла 28-32 мм. Отличается яркой шафрановой окраской тела и крыльев и полным отсутствием на теле тёмного рисунка или отметин.

## Распространение
Типовая территория — Япония. В континентальной части Евразии известен из Приморья (на севере озера Ханка) и Приамурья, а также из Кореи и Восточного Китая. Локальная популяция известна из Горного Алтая (озеро Манжерок), а также на маленьком пойменном озерке, не имеющем официального географического названия, расположенном в окрестностях села Мереть Сузунского района около границы Новосибирской области и Алтайского края. Эти изолированные популяции имеют реликтовый характер.

## Биология
Вид крайне требователен к местам обитания, нуждается в хорошей прогреваемости солнцем и сильном зарастании водной растительностью водоемов. Стрекозы преимущественно держатся над водой, присаживаются на надводные части растений, летают и вдоль кромки берега, совершенно не проявляя свойственной видам рода склонности отлетать далеко от водоёмов.